# Moi qui n'ai pas connu les hommes
Moi qui n'ai pas connu les hommes est un roman de science-fiction de 1995 de l'auteur belge Jacqueline Harpman aux Éditions Stock.
Moi qui n'ai pas connu les hommes a été réédité le 30 avril 2025 par Éditions Stock, avec une nouvelle préface de Julia Malye. Grâce aux réseaux sociaux, le livre, traduit ensuite en anglais, est devenu viral dans les pays anglophone. En 2022 Transit Books a réédité le livre avec une nouvelle postface de Sophie Mackintosh.

## Résumé
Trente-neuf femmes et une fille sont retenues prisonnières dans une cage souterraine. Les gardiens sont tous des hommes et ne leur adressent jamais la parole. La fille est la seule prisonnière à n'avoir aucun souvenir du monde extérieur ; aucune d'elles ne sait pourquoi elle est retenue prisonnière, ni pourquoi il y a une enfant parmi trente-neuf adultes.
Un jour, une alarme retentit et les gardes prennent la fuite. Les prisonnières parviennent ensuite à s'évader. Elles se retrouvent dans une immense plaine désertique, inhabitée, et sans la moindre idée de ce qui est arrivé au monde.

## Réception
Le roman a été sélectionné comme finaliste du Prix Femina en 1995.